# Reclearance

A = Startflugplatz; B = Zielflugplatz; C = Entscheidungspunkt (oder Reclearance Point); D = Zwischenlande-Flughafen (oder Reclearance Airport)

Das Reclearance (Reclearance-Verfahren – deutsch: Wiederfreigabe-Verfahren (ungebräuchlich), auch Reclearance-Methode, Reclearance Procedure, Redispatch, Rerelease oder Decision Point Procedure – DPP) ist ein übliches Verfahren, um bei gewichtskritischen Flügen die Menge des mitzuführenden Reservetreibstoffes zu reduzieren. Dadurch wird die Nutzlast (Passagiere, Ladung) des Flugzeuges vergrößert.

## Reclearance Airport
Normalerweise wird der Reservetreibstoff für einen Flug zum Zielflughafen berechnet. Beim Reclearance-Verfahren wird jedoch der Flug nicht zum Zielflughafen (engl. Destination Airport), sondern mit einer Zwischenlandung geplant.
Diese Zwischenlandung auf dem Zwischenlande-Flughafen (engl. Reclearance Airport – RAP; auch: Re-Dispatch Airport) wird aber nur zur Absicherung angenommen. Nur in seltenen Fällen, unter ungünstigen Umständen, erfolgt diese Zwischenlandung wirklich (siehe unten).
Diese Zwischenlandung ist also virtuell. Erst kurz vor der möglichen Zwischenlandung wird geprüft ob der Reservekraftstoff noch bis zum eigentlichen Zielflughafen reicht. Das Verfahren funktioniert aber nur, wenn es einen geeigneten Zwischenlande-Flughafen gibt, an dem auch das vorhergesagte Wetter noch eine sichere Landung zulassen würde.
Der Decision Point, DP (dtsch. Entscheidungspunkt), bis zu dem der Treibstoffbedarf (plus Reservetreibstoff) für den ersten Abschnitt der Strecke berechnet wird, wird auch Reclearance Point (dtsch. Reclearance Punkt, auch Re-Dispatch Fix oder Reclear Fix) genannt. Er liegt direkt auf der Strecke zum Zielflughafen. Er muss nicht über dem potentiellen Zwischenlandeflughafen (engl. Reclearance Alternate) liegen. Es reicht, wenn dieser bei tatsächlichem Treibstoffmangel (für den Weiterflug zum Zielflughafen) noch sicher erreichbar ist.
Der Reclearance Point muss im Flugplan ausgewiesen sein.
Aufgrund der üblichen Sicherheitszuschläge reicht der Reservetreibstoff in den meisten Fällen, und die Zwischenlandung kann weggelassen werden. Kurz vor der eventuellen Zwischenlandung erfolgt eine erneute Wiederfreigabe (engl. In Flight Reclearance, auch In Flight Replanning) durch die Piloten – nachdem der Pilot geprüft hat, ob die Kraftstoffreserve (engl. Contingency Fuel) angebrochen wurde oder nicht. Die Flugsicherung kümmert sich nicht um das Reclearance-Verfahren. Es ist also keine Clearance (Freigabe) durch die Flugverkehrskontrolle.
Der Pilot hat einen ganz normalen Flugplan zum Zielflughafen, er fordert seine ganz normale Startfreigabe und Streckenfreigabe zum Zielflughafen an. Insofern ist die Zwischenlandung nur eine Reserveplanung aus Sicherheitsgründen. Erst wenn das Redispatch Alternate wirklich einmal in seltenen Fällen angeflogen werden muss, erbittet der Pilot eine Umleitung bei der Flugsicherung zum Redispatch-Alternate-Flughafen.
Wenn der Treibstoffverbrauch bis zum Reclearance Point den Vorausberechnungen entsprach oder sogar günstiger war, dann musste die Kraftstoffreserve bis zum Reclearance Point nicht angetastet werden, und der Flug kann zum eigentlichen Zielflughafen fortgesetzt werden. Sollte der Reservekraftstoff aber teilweise verbraucht worden sein, was meist bei unvorhergesehenen, ungünstigen Winden der Fall ist, dann muss auf dem Reclearance Alternate gelandet und nachgetankt werden.
Der Reclearance Point liegt nicht auf der Hälfte der Strecke, sondern möglichst weit Richtung Zielflughafen – nach ungefähr 90 % der Gesamtstrecke. Bei Langstreckenflügen von 14 Stunden liegt der Reclearance Point 3 bis 4 Stunden vor dem Zielflughafen. Die Position des Reclearance Points hängt auch von der Lage des potentiellen Zwischenlande-Flughafens (Reclearance Alternate) ab. Das Reclearance-Verfahren lohnt sich besonders für Langstreckenflüge, da hier der Contingency Fuel einen beträchtlichen Gewichtsanteil ausmacht.

## Reservetreibstoff
Zum Treibstoff für die eigentlich geplante Flugstrecke (engl. Trip-, Contingency & Alternate) kommt der Reservetreibstoff (engl. Reserve Fuel), der sich rechnerisch zusammensetzt aus Reservetreibstoff für:
- Warteschleifen am Zielflughafen (wegen Wetter oder „Stau“) – 30 Min. in 1500 ft über dem Alternate (engl. Holdingfuel) – (Gilt nur für Strahltriebwerke)
- 45 Min in Reiseflughöhe oder 2 Stunden, für Propellermaschinen (genaue Beschreibung unter Final Reserve Reciprocating Aircrafts)
- Fehlanflug (engl. Missed Approach, auch Go-Around Fuel)
- einen möglichen Weiterflug zum Ausweichflughafen (engl. Alternate Fuel, auch Diversion)
- Reserve für den Endanflug (engl. Final Reserve Fuel).

Holdingfuel und Alternatefuel sind von der Flugstrecke unabhängige, feste Größen. Lediglich der Contingency Fuel ist für das Reclearance-Verfahren interessant, da er wegen der prozentualen Berechnung mit der Länge der Flugstrecke zunimmt. Contingency Fuel ist ein Teil des Reserve Fuels.
Beim Reclearance-Verfahren muss man für die gesamte Strecke weniger tanken, weil die 5 % Reserve-Treibstoff beim Start einfach nur für den ersten Streckenabschnitt (bis zum Relearance Point) mitgenommen werden. Oder aus einem anderen Blickwinkel formuliert: Es wird nur Reservetreibstoff für den ersten Streckenabschnitt mitgenommen. Sollte dieser dann unangetastet geblieben sein (was fast immer der Fall ist), dann dient dieser Reservetreibstoff auch noch für den zweiten Streckenabschnitt. Alternativ könnte man auch sagen, dass der erste Streckenabschnitt ohne Reservetreibstoff geplant wird, da ja noch genügend Treibstoff im Tank mitgeführt wird, der im Normalfall für den zweiten Streckenabschnitt vorgesehen ist. Der Treibstoff für den zweiten Streckenabschnitt dient also als Reservetreibstoff für den ersten Streckenabschnitt.
Bis zur „Erfindung“ der Reclearance vor ca. 20 Jahren musste der Flieger einen Zwischenstopp einlegen, da ihm der Reservetreibstoff für den Weiterflug fehlte.
Mit dem Reclearance-Verfahren erfolgt jetzt allerdings eine „Freigabeänderung“ in der Luft, und der gleiche Reservetreibstoff wird im zweiten Streckenabschnitt für den Weiterflug vom Reclearance Point zum Zielflughafen verwendet. Daher kann statt des Contingency-Fuel mehr Nutzlast mitgenommen werden.
Um zum Zielflughafen zu gelangen, muss eine Mindestmenge Treibstoff am Reclearance Point vorhanden sein, sonst muss zum Reclearance Airport ausgewichen und nachgetankt werden. Reclearance wird vor allem für gewichtskritische Langstreckenflüge angewendet. Die Flugplanung, und damit auch die Festlegung des Reclearance-Punktes, erfolgt durch den Flugplaner (engl. Dispatcher – Flugdienstberater).

## Load-Reclearance, Fuel-Reclearance
Gründe für das Reclearance sind
- die Ermöglichung von Langstreckenflügen, die sonst wegen der Unterschreitung der gesetzlich vorgeschriebenen Treibstoffreserven ohne das Reclearance unmöglich wären – also die Vergrößerung der Reichweite (engl. Maximum Range)
- die Erhöhung der Nutzlast, da mit dem Reclearance weniger Reservetreibstoff zu Gunsten von Nutzlast (engl. Payload) mitgenommen werden muss (engl. Load-Reclearance) – es werden bei Langstreckenflügen Größenordnungen von 10 t erreicht
- Kostenersparnis durch weniger mitgeführten Reservetreibstoff, auch wenn keine Einschränkungen durch Streckenlänge oder Nutzlast vorliegen (Fuel-Reclearance)
- Performance-Probleme (z. B. relativ kurze Startbahn, starker Steigflug nach dem Start erforderlich, kleine Defekte am Flieger – eine ausgefallenen Hydraulikpumpe etc.), welche die vorgeschriebene erforderliche Startstrecke vergrößern oder das Maximum Take Off Weight (dt. höchstzulässiges Startgewicht) reduziert, sodass nur weniger Treibstoff mitgenommen werden kann.

## Geschichte der Reclearance
Die Fluggesellschaften wurden durch den gestiegenen Weltmarktpreis für Erdöl und den damit gestiegenen Treibstoffkosten zur „Erfindung“ und Einführung des Reclearance-Verfahrens angeregt. Auch der Preiskampf der Fluggesellschaften seit der Deregulierung des Luftfahrtmarktes (Airline Deregulation Act, USA, 1978) machte das Reclearance-Verfahrens interessant.
Die Idee für einen Reclearance-Flug wurde erstmals 1977 von David Arthur und Gary Rose unter dem Titel "REDISPATCH for fuel savings and increased payload" in Boeing Airliner veröffentlicht. In dem Artikel wurden viele Berechnungen angestellt, um die optimale Lage des Reclearance Points zu ermitteln. Diese Berechnungen waren nur auf den erörterten Flugzeugtyp anwendbar und nur für einen bestimmten Prozentsatz des Reservetreibstoffs. Das Wetter wurde dabei nicht berücksichtigt. Die Treibstoffeinsparungen durch das von Arthur und Rose veröffentlichte Reclearance-Verfahren hingen von drei Faktoren ab:
- Die maximal erreichbare Einsparung hing von der Lage des  Reclearance Points ab. Die Lage konnte nicht theoretisch ermittelt werden, da es keine exakten Gleichungen für Trip fuel und Reserve fuel gab. Auch wenn dieser Punkt genau hätte berechnet werden können, so gab es dann vielleicht trotzdem keinen Wegpunkt (waypoint) an der entsprechenden Position.
- Als weitere Faktor für maximal mögliche Treibstoffeinsparungen wurde von  Arthur und Rose angegeben, dass man einen Reclearance Airport verfügbar haben muss, der so liegt, dass der Sinkflug zum Reclearance Airport unmittelbar nach Passieren des Reclearance Points beginnen kann. Dadurch wird der Bedarf an Reservekraftstoff zwischen  Reclearance Point und Reclearance Airport reduziert, wodurch sich die Menge an verfügbarem Reservetreibstoff am  Reclearance Point erhöht.
- Ein weiterer hilfreicher Faktor hängt von der Position des Reclearance Airports ab.

Anfangs war das Reclearance-Verfahren stark umstritten und wurde als Verschlechterung der Flugsicherheit kritisiert sowie als spitzfindige Ausnutzung einer Gesetzeslücke. Befürworter verweisen darauf, dass man theoretisch sein Contingency Fuel bereits beim Taxi verbrauchen dürfe und der Start trotzdem den gesetzlichen Vorschriften genügen würde.
Ein Flug, der von vornherein eine Zwischenlandung nach dem ersten Flugabschnitt fest einplant, fliegt auch nur mit Reservetreibstoff für diesen ersten Streckenabschnitt. Mehr muss für diesen nicht mit an Bord sein. In der Praxis wird das Nachtanken jedoch aus Zeitgründen oder Preisunterschieden für den Treibstoff an den unterschiedlichen Flughäfen jedoch eingespart. Das Flugzeug, dass nach dem Relearanceverfahren diesen gleichen ersten Flugabschnitt zurücklegt, ist jedoch von der Menge des Reservetreibstoffes her betrachtet sogar noch weiter auf der sicheren Seite, da es den Treibstoff für den zweiten Flugabschnitt bereits an Bord hat und bei Bedarf auch noch als Reserve für den ersten Flugabschnitt verfliegen könnte. Auch im zweiten Streckenabschnitt schneidet das Flugzeug mit Reclearance-Verfahren nicht schlechter ab, als der Flug mit Zwischenstopp, da beide die vorgeschriebene 5 % Treibstoffreserve an Bord haben.
Und trotzdem haben Flüge mit Reclearance-Verfahren weniger Treibstoffreserven an Bord, als vor Einführung dieses Verfahrens. Damit hat sich aber die Flugsicherheit nicht wirklich verschlechtert. Vor Einführung des Verfahrens war die Treibstoffreserve am Zielflughafen unnötig hoch, fast doppelt so hoch, wie bei Flügen, die von einem potentiellen Zwischenstopp-Flughafen gestartet waren. Diese Vorstellung, dass man lieber noch mehr Reservetreibstoff an Bord habe, als die ohnehin schon strengen Sicherheitsbestimmungen in der Luftfahrt vorschreiben, hätte jedoch nach oben kein Ende, denn dann wäre man noch sicherer, wenn nur noch Treibstoff an Bord wäre und keine Passagiere/keine Fracht. Mit dem Reclearance-Verfahren werden die Sicherheitsbestimmungen für Reservetreibstoff erfüllt. Wenn man das Reclearance-Verfahren untersagen würde, dann müsste man zum gerechten Ausgleich für kürzere Strecken eine größere Menge an Reservetreibstoff vorschreiben, um diese in der Flugsicherheit den längeren Flugstrecken gleichzustellen.

## Commitment to stay
Das Commitment to stay (dtsch. Verpflichtung zu bleiben) ist ein weiteres Verfahren zur Einsparung von Reservetreibstoff. Es hat aber nichts mit dem Reclearance-Verfahren zu tun. Während beim Reclearance-Verfahren am Contingency Fuel gespart wird, wird beim Commitment to stay am Alternate Fuel gespart.
Die Verwendung des „Commitment to stay-Verfahrens“ ist nur unter bestimmten Auflagen und nach vorheriger Antragstellung beim LBA möglich. Wenn es sich gelegentlich ergibt, dann kann unter bestimmten Voraussetzungen (gutes Wetter, Zustand und Anzahl der Start- und Landebahnen) auch der Alternate Fuel verflogen werden, der eigentlich für den Weiterflug zum Ausweichflughafen reserviert ist. Das Flugzeug muss dann unbedingt am Zielflughafen landen (Commitment to stay – Verpflichtung zu bleiben). Bei gutem Wetter gibt es keinen Grund, warum man zum Alternate weiterfliegen muss. Bei einer plötzlich blockierten Start- und Landebahn oder Ausfall des ILS-Senders stehen noch weitere Bahnen am Ziel zur Verfügung.
Sollte im Extremfall der gesamte Alternate Fuel verflogen werden, dann ist (in seltenen Fällen) nur noch das Final Reserve Fuel nach der Landung im Tank. Der Verbrauch des Alternate Fuels ist meldepflichtig beim LBA, aber keine Betriebsstörung. Erst das Anbrechen des Final Reserve Fuels für den normalen Flug ist (in jedem Fall) eine Ordnungswidrigkeit, die mit empfindlichen Geldstrafen belegt ist.
Der (teilweise oder vollständige) Verbrauch des Alternate Fuels trotz Landung auf dem Zielflughafen ist meldepflichtig an das LBA. Bei vorheriger Antragstellung (für das Commit to stay Verfahren) stellt er jedoch keine Störung nach §5 LuftVO dar. Ohne Genehmigung wäre das eine Ordnungswidrigkeit nach §57 LuftBO, für die der verantwortliche Luftfahrzeugführer mit bis zu 5.000 Euro Bußgeld belegt werden kann. Näheres dazu ist in den JAR-OPS Anweisung festgelegt.

## USA
In den USA ist das Reclearance-Verfahren in der FAR 121 festgelegt, wo es unter dem Namen Re-Release Operation läuft. US-Fluglinien müssen Reservetreibstoff für 10 % der Gesamtflugzeit mitnehmen.